# Raymond F. Jones

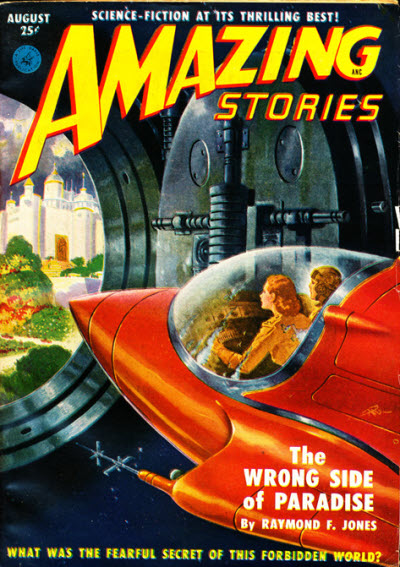
Jones "The Wrong Side of Paradise" című novellája az Amazing Stories 1951. augusztusi száma címlapján.

Raymond Fisher Jones (Salt Lake City, 1915. november 15. – Sandy, Utah, 1994. január 24.) amerikai tudományos-fantasztikus szerző.

## Életpályája
A mormon egyház tagja volt. Novellái többségét az 1940-es, 1950-es és 1960-as években publikálta, olyan lapokban mint a Thrilling Wonder Stories, Analog Science Fiction and Fact és a Galaxy. Tizenhat regénye 1951 és 1978 közt jelent meg.
Rat Race című elbeszélését, amely 1966. áprilisában jelent meg az Analog Science Fiction and Fact-ban Hugo-díjra jelölték a legjobb novella kategóriájában. 1996-ban Correspondence Course című írását Retro-Hugo-Díjra jelölték, szintén a legjobb novella kategóriában. Egy másik novelláját, a The Alien Machine-t, amely először 1949. júniusában jelent meg a Thrilling Wonder Stories-ben később két másik elbeszéléssel kombináltak, a The Shroud of Secrecy-vel és a The Greater Conflict-tal, s kibővítve regény formában tették közzé This Island Earth címen. E regényből ugyanezzel a címmel 1955-ben nagy sikerű film készült.
Az 1952-es Tales of Tomorrow című televíziós sorozat The Children's Room című epizódja szintén Jones egy novellájából készült. Tools of the Trade című novellája, amely az Astounding 1950. novemberi számában jelent meg a legelső tudományos-fantasztikus történet, amely a 3D nyomtatással foglalkozik, Jones a nyomtatást végző eszközt "Molecular Spray"-nek nevezte.

## Magyarul megjelent művei
Magyarul egyetlen novellája jelent meg Zajszint címen a Galaktika 17. számában, 1976-ban (ford. Vámosi Pál).

## Külső hivatkozások
- Jones által, illetve róla írott munkák
- Jones néhány műve a gutenberg.org-on

## Fordítás
- Ez a szócikk részben vagy egészben  a   Raymond F. Jones című angol Wikipédia-szócikk ezen változatának fordításán alapul.  Az eredeti cikk szerkesztőit annak laptörténete sorolja fel. Ez a jelzés csupán a megfogalmazás eredetét és a szerzői jogokat jelzi, nem szolgál a cikkben szereplő információk forrásmegjelöléseként.